# Karabin maszynowy Besal
Besal (Gun, Light, Machine, Faulkner,.303-inch Mark 1) – brytyjski ręczny karabin maszynowy z okresu II wojny światowej zaprojektowany jako uproszczony Bren. Besal był produkowany w niewielkich ilościach w latach 1942–1943.

## Tło historyczne
Bren, przyjęty jako standardowy rkm British Army w latach 30. był bronią udaną, ale stosunkowo skomplikowaną w produkcji. Kiedy pod koniec 1940 Luftwaffe rozpoczęło naloty na południową Anglię, stało się oczywiste, że jeden nalot na zakłady Royal Small Arms Factory w Enfield może długotrwale sparaliżować lub nawet całkowicie zniszczyć jedyną linię produkcyjną Brenów w Wielkiej Brytanii. Dowództwo British Army rozpoczęło poszukiwania innych dostawców bardzo wówczas potrzebnych karabinów maszynowych, w tym okresie powstał szereg konstrukcji zaprojektowanych tak, aby były one jak najprostsze w budowie, np. tzw. Garage Gun (D.D./E./2285) czy Hefah V (uproszczony Lewis) oraz rkm Besal zaprojektowany przez H. Faulknera z Birmingham Small Arms Company.

## Opis konstrukcji
Besal został zaprojektowany tak, aby maksymalnie uprościć jego konstrukcję. Karabin nie posiadał żadnych części do produkcji których wymagane były czasochłonne i precyzyjne technologie, takie jak frezowanie, czy skrawanie, w konstrukcji karabinu wykorzystywano tylko tanie i łatwe technologie, takie jak prasowanie, zgrzewanie i spawanie, a większość elementów karabinu była tłoczona. Lufa wykonana była z materiału wysokiej jakości, ale zewnętrznie nie była dokładnie wykończona, znajdował się na niej uchwyt do przenoszenia karabinu i tłumik płomieni.
Pierwsza wersja karabinu (Mk 1) była wyposażona w prostą kolbę metalową, druga wersja (Mk 2) miała pełną, drewnianą kolbę.
Karabin działał na zasadzie krótkiego ruchu tłoka, mechanizm wzorowany był na karabinie maszynowym Besa, używał nabojów .303 (7,7 × 56 mm R).

## Historia
Prototyp karabinu został zaprezentowany przed Small Arms Committee w marcu i sierpniu 1942, i został on pozytywnie opiniowany przez Komitet który rekomendował go pozytywnie. Testowanie karabinu przeprowadzono w zimie w 1942 i karabin został przyjęty do służby pod oficjalną nazwą Gun, Light, Machine, Faulkner,.303-inch Mark 1. Rozpoczęto jego produkcję w niewielkich ilościach, ale w 1943 dostawy Brenów wzrosły na tyle, że 10 czerwca zaprzestano dalszej produkcji Besalów.